# Anvéville
Anvéville ist eine französische Gemeinde mit 298 Einwohnern (Stand: 1. Januar 2022) im Département Seine-Maritime in der Region Normandie. Sie gehört zum Arrondissement Rouen und zum Kanton Yvetot. Die Bewohner werden Anvévillais und Anvévillaises genannt.

## Geographie
Anvéville liegt in der Landschaft Pays de Caux, etwa 39 Kilometer nordwestlich von Rouen. Umgeben wird Anvéville von den Nachbargemeinden Carville-Pot-de-Fer im Norden und Nordwesten, Harcanville im Norden und Osten, Étoutteville im Südosten, Hautot-Saint-Sulpice im Süden sowie Héricourt-en-Caux im Westen.

## Bevölkerungsentwicklung

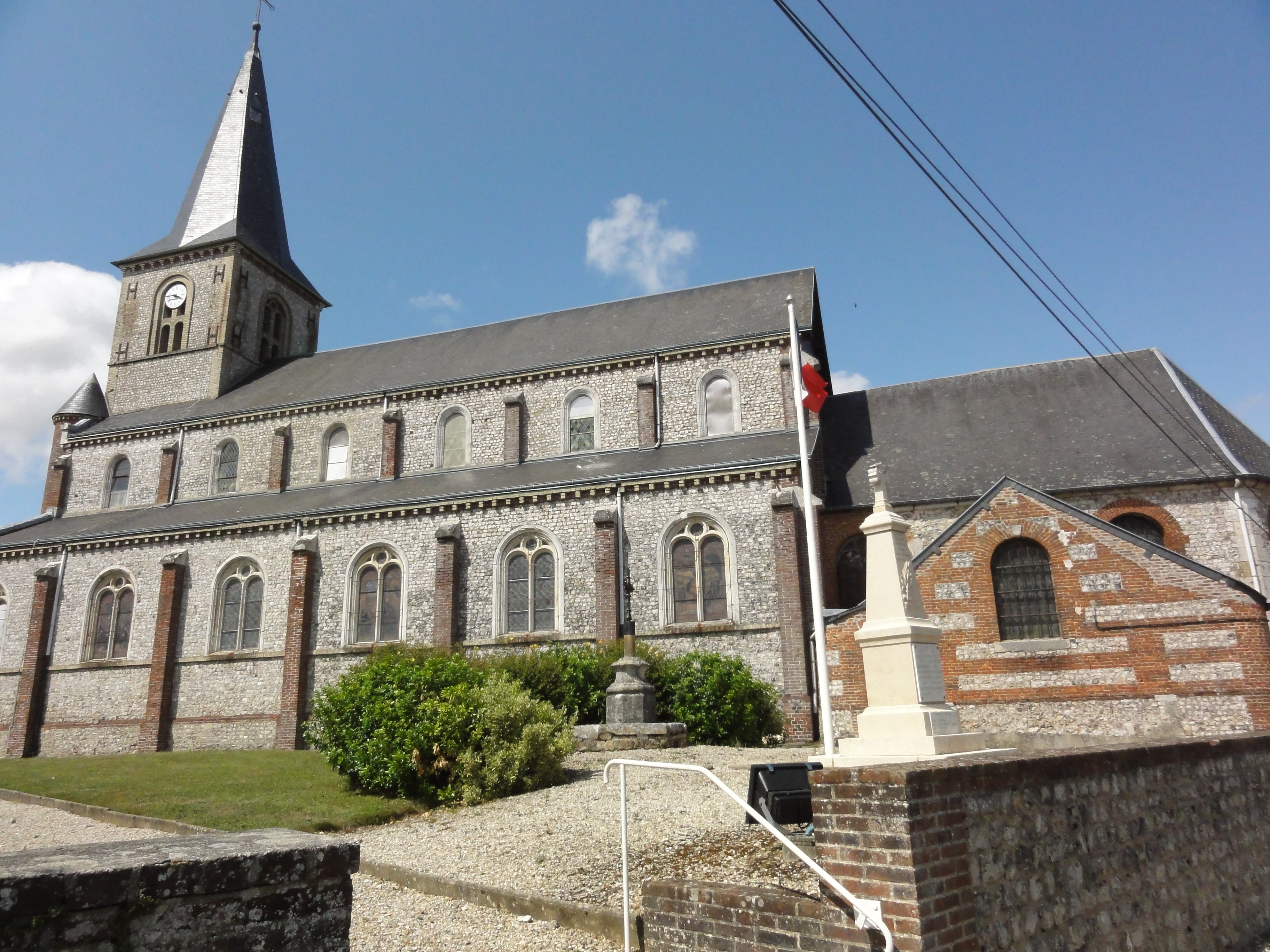
Kirche Saint-Pierre

| Jahr                       | 1962 | 1968 | 1975 | 1982 | 1990 | 1999 | 2006 | 2013 | 2020 |
| Einwohner                  | 235  | 241  | 201  | 201  | 195  | 247  | 249  | 293  | 300  |
| Quellen: Cassini und INSEE |      |      |      |      |      |      |      |      |      |

## Sehenswürdigkeiten
- Kirche Saint-Pierre mit Ursprüngen aus dem 12. Jahrhundert. Sie gehörte früher zu einem Kollegiatstift der Kanoniker von Graville-Sainte-Honorine.
- Burgruine